# Контрактура Дюпюїтрена
Контрактура Дюпюїтрена (долонний фіброматоз, хвороба Дюпюїтрена) — повільно прогресуюче захворювання, що приводить до ущільнення і вкорочення долонного апоневрозу, внаслідок чого формується згинальна установка пальців і стійкі контрактури міжфалангових суглобів, з'являються лійкоподібні втягування на кисті. Контрактура Дюпюітрена належить до групи фіброматозів, до яких також належить контрактура Леддерхозе, хвороба Пейроні. 
Найчастіше зустрічається у чоловіків віком понад 40 років.

## Етимологія
Вперше описана французьким хірургом Гійомом Дюпюїтреном у 1831 році.

## Симптоми
- На долоні з'являються вузли і ущільнення;
- З'являються лійкоподібні втягування на шкірі та тяжі від основи долоні до пальців;
- Обмеження розгинання пальців;
- Прогресуюче згинання пальців;

## Класифікація
1. При першій стадії на кисті пальпуються ущільнення, з'являються тяжі і лійкоподібні втягування шкіри.
2. При другому ступені з'являється обмеження розгинання в міжфалангових суглобах пальців до 45 градусів.
3. Третя ступінь — обмеження розгинання від 45 до 90 градусів.
4. Четверта ступінь характеризується згинальною установкою пальців більше 90 градусів.

## Лікування
- Найрадикальнішим є оперативне лікування контрактури Дюпюітрена, яке полягає у видаленні змінених ділянок апоневрозу. Ця операція повинна виконуватись тільки в спеціалізованих клініках та досвідченими спеціалістами в зв'язку із наявністю багатьох анатомічних та матеріально-технічних особливостей.

Лікування за межами таких закладів супроводжується великим відсотком ускладнень: пошкодженням судинно-нервових пучків пальців, сухожилків м'язів-згиначів, некрозом шкірних клаптів.

- При першій-другій ступені можливо консервативне лікування: на ніч одягається іммобілізуюча шина, до якої фіксуються в повному розгинанні пальці, виконуються вправи по розтягуванню апоневроза. Описаний ефект від введення лідази, колагенази, кортикостероїдів шляхом ін'єкцій або електрофорезу, рентгентерапія, ударно-хвильова терапія, апоневротомія.[5][6]

Ін'єкції і апоневротомію необхідно виконувати виключно у досвідченого фахівця, зважаючи на можливість пошкодження судин, нервів і сухожилків, які перебувають у тісному контакті з апоневрозом. Необхідно розуміти, що ефект від даних процедур тимчасовий. Крім того, вплив на апоневроз може індукувати прогресування захворювання.
При тривалій згинальній установці пальців у III—V стадіях спостерігаються стійкі суглобові та шкірні контрактури, що значно ускладнює операцію, збільшує терміни лікування і знижує кінцевий функціональний результат.